# ذباب شعراوي
الذباب القرادي أو فصيلة هيبوبوسكيدي (الاسم العلمي: Hippoboscidae)، هي فصيلة من الحشرات تتبع رتبة ذوات الجناحين من طائفة الحشرات.

## التصنيف
- الشعراوات
  - الشعراء